# Ángel Lozano
Ángel Andrés Lozano Zorita (Zorita de la Frontera, Salamanca, España, 1 de marzo de 1960) fue un futbolista español que se desempeñaba como guardameta.

## Clubes
| Club                  | País   | Año       |
| --------------------- | ------ | --------- |
| U. D. Salamanca       | España | 1982-1988 |
| Real Valladolid C. F. | España | 1988-1992 |
| Real Burgos C. F.     | España | 1991-1992 |
| Real Valladolid C. F. | España | 1992-1994 |
| C. D. Badajoz         | España | 1994-1996 |